# Soma Szuhodovszki
Soma Szuhodovszki (Budapest, 30 dicembre 1999) è un calciatore ungherese, centrocampista del Debrecen.

## Carriera

### Club
Il 3 luglio 2021 viene acquistato dal Kecskemét.

### Nazionale
Nell'agosto 2023 viene convocato per la prima volta in nazionale maggiore, con cui esordisce il 19 novembre del medesimo anno nel successo per 3-1 contro il Montenegro.

## Statistiche

### Presenze e reti nei club
Statistiche aggiornate al 18 ottobre 2023.
| Stagione         | Squadra          | Campionato       | Campionato | Campionato | Coppe nazionali | Coppe nazionali | Coppe nazionali | Coppe continentali | Coppe continentali | Coppe continentali | Altre coppe | Altre coppe | Altre coppe | Totale | Totale | Totale |
| Stagione         | Squadra          | Comp             | Pres       | Reti       | Comp            | Pres            | Reti            | Comp               | Pres               | Reti               | Comp        | Pres        | Reti        | Pres   | Reti   |        |
| ---------------- | ---------------- | ---------------- | ---------- | ---------- | --------------- | --------------- | --------------- | ------------------ | ------------------ | ------------------ | ----------- | ----------- | ----------- | ------ | ------ | ------ |
| 2017-2018        | MTK Budapest     | NBII             | 3          | 0          | CU              | 1               | 0               | -                  | -                  | -                  | -           | -           | -           | 4      | 0      |        |
| 2018-2019        | Monor            | NBII             | 32         | 4          | CU              | 0               | 0               | -                  | -                  | -                  | -           | -           | -           | 32     | 4      |        |
| 2019-2020        | Tiszakécske      | NBII             | 22         | 0          | CU              | 1               | 0               | -                  | -                  | -                  | -           | -           | -           | 23     | 0      |        |
| 2020-2021        | Győri ETO        | NBII             | 9          | 0          | CU              | 2               | 0               | -                  | -                  | -                  | -           | -           | -           | 11     | 0      |        |
| 2021-2022        | Kecskemét        | NBII             | 35         | 5          | CU              | 3               | 1               | -                  | -                  | -                  | -           | -           | -           | 38     | 6      |        |
| 2022-2023        | Kecskemét        | NBI              | 32         | 3          | CU              | 2               | 0               | -                  | -                  | -                  | -           | -           | -           | 34     | 3      |        |
| 2023-2024        | Kecskemét        | NBI              | 9          | 1          | CU              | 1               | 0               | UECL               | 2                  | 1                  | -           | -           | -           | 12     | 2      |        |
| Totale Kecskemét | Totale Kecskemét | Totale Kecskemét | 76         | 9          |                 | 6               | 1               |                    | 2                  | 1                  |             | -           | -           | 84     | 11     |        |
| Totale carriera  | Totale carriera  | Totale carriera  | 142        | 13         |                 | 10              | 1               |                    | 2                  | 1                  |             | -           | -           | 154    | 15     |        |

### Cronologia presenze e reti in nazionale
| Cronologia completa delle presenze e delle reti in nazionale ― Ungheria | Cronologia completa delle presenze e delle reti in nazionale ― Ungheria | Cronologia completa delle presenze e delle reti in nazionale ― Ungheria | Cronologia completa delle presenze e delle reti in nazionale ― Ungheria | Cronologia completa delle presenze e delle reti in nazionale ― Ungheria | Cronologia completa delle presenze e delle reti in nazionale ― Ungheria | Cronologia completa delle presenze e delle reti in nazionale ― Ungheria | Cronologia completa delle presenze e delle reti in nazionale ― Ungheria |
| Data                                                                    | Città                                                                   | In casa                                                                 | Risultato                                                               | Ospiti                                                                  | Competizione                                                            | Reti                                                                    | Note                                                                    |
| ----------------------------------------------------------------------- | ----------------------------------------------------------------------- | ----------------------------------------------------------------------- | ----------------------------------------------------------------------- | ----------------------------------------------------------------------- | ----------------------------------------------------------------------- | ----------------------------------------------------------------------- | ----------------------------------------------------------------------- |
| 19-11-2023                                                              | Budapest                                                                | Ungheria                                                                | 3 – 1                                                                   | Montenegro                                                              | Qual. Euro 2024                                                         | -                                                                       | 90+4’                                                                   |
| Totale                                                                  |                                                                         | Presenze                                                                | 1                                                                       |                                                                         | Reti                                                                    | 0                                                                       |                                                                         |

## Palmarès

### Club

#### Competizioni nazionali
- Nemzeti Bajnokság II: 1

MTK Budapest: 2017-2018